# Supraśl
Supraśl is een stad in het Poolse woiwodschap Podlachië, gelegen in de powiat Białostocki. De oppervlakte bedraagt 5,68 km², het inwonertal 4526 (2005).